# سوطا
سوطا (عبری: סוֹטָה‎ یا عبری: שׂוֹטָה‎) مبحثی از تلمود در یهودیت خاخامی است. این مبحث آزمون آب تلخ، آیین زنی که به زنای محصنه مظنون است را شرح می‌دهد، آیینی که در سِفر اعداد از کتاب مقدس عبری (تَنَخ) تجویز شده است. در بیشتر نسخه‌ها، این مبحث پنجمین مبحث از ترتیب نشیم است و به ۹ فصل تقسیم شده است. این مبحث در میشنا، توسفتا و هر دو تلمود بابلی و تلمود اورشلیمی وجود دارد.
سوطا همچنین به زنی که به این روش آزموده می‌شود اشاره دارد.

## میشنا
میشناها (میشنیوت) عمدتاً به تعریف دقیق قوانین و آیین‌ها در مورد همسری که یا واقعاً یا ظاهراً بی‌وفا بوده است اختصاص دارد. میشناها به آیین‌های دیگری که در آن‌ها سخن گفتن نقش کلیدی دارد نیز می‌پردازند، مانند ایگلا عروفا، شکستن گردن گوساله؛ حقیل، قرائت عمومی تورات توسط پادشاه یهودیان هر هفت سال یک بار؛ و برکات و لعنت‌های کوه گریزیم و کوه عیبال.

## توسفتا
توسفتای سوطا به ۱۵ فصل تقسیم شده و شامل تعداد زیادی از تفسیرهای اگادی و تفسیری، همچنین بیانیه‌ها و روایت‌های تاریخی گوناگون است.

## گمارا
هر دو گماراها، بابلی و اورشلیمی، علاوه بر تفسیرهای میشنایی، شامل داستان‌ها و افسانه‌ها، تفسیرهای اگادی، گفته‌ها و ضرب‌المثل‌ها هستند.